# Sant Pèire d'Ardeiròlas
Saint-Pierre-Roche és un municipi francès situat al departament del Puèi Domat i a la regió d'Alvèrnia-Roine-Alps. L'any 2007 tenia 390 habitants.

## Demografia

### Població
El 2007 la població de fet de Saint-Pierre-Roche era de 390 persones. Hi havia 173 famílies de les quals 59 eren unipersonals (20 homes vivint sols i 39 dones vivint soles), 63 parelles sense fills, 47 parelles amb fills i 4 famílies monoparentals amb fills.
La població ha evolucionat segons el següent gràfic:
Habitants censats

### Habitatges
El 2007 hi havia 279 habitatges, 177 eren l'habitatge principal de la família, 62 eren segones residències i 40 estaven desocupats. 253 eren cases i 24 eren apartaments. Dels 177 habitatges principals, 135 estaven ocupats pels seus propietaris, 31 estaven llogats i ocupats pels llogaters i 11 estaven cedits a títol gratuït; 1 tenia una cambra, 7 en tenien dues, 36 en tenien tres, 45 en tenien quatre i 87 en tenien cinc o més. 156 habitatges disposaven pel capbaix d'una plaça de pàrquing. A 77 habitatges hi havia un automòbil i a 80 n'hi havia dos o més.

### Piràmide de població
La piràmide de població per edats i sexe el 2009 era:
| Homes | Edats   | Dones |
| ----- | ------- | ----- |
| 0     | 95 o +  | 0     |
| 0     | 90 a 94 | 0     |
| 0     | 85 a 89 | 4     |
| 0     | 80 a 84 | 8     |
| 16    | 75 a 79 | 20    |
| 8     | 70 a 74 | 4     |
| 12    | 65 a 69 | 12    |
| 20    | 60 a 64 | 12    |
| 12    | 55 a 59 | 12    |
| 20    | 50 a 54 | 12    |
| 8     | 45 a 49 | 12    |
| 20    | 40 a 44 | 8     |
| 16    | 35 a 39 | 4     |
| 16    | 30 a 34 | 20    |
| 4     | 25 a 29 | 4     |
| 0     | 20 a 24 | 8     |
| 12    | 15 a 19 | 0     |
| 8     | 10 a 14 | 4     |
| 12    | 5 a 9   | 0     |
| 0     | 0 a 4   | 8     |

## Economia
El 2007 la població en edat de treballar era de 241 persones, 183 eren actives i 58 eren inactives. De les 183 persones actives 168 estaven ocupades (88 homes i 80 dones) i 16 estaven aturades (8 homes i 8 dones). De les 58 persones inactives 32 estaven jubilades, 14 estaven estudiant i 12 estaven classificades com a «altres inactius».

### Ingressos
El 2009 a Saint-Pierre-Roche hi havia 190 unitats fiscals que integraven 434 persones, la mediana anual d'ingressos fiscals per persona era de 15.326 €.

### Activitats econòmiques
Dels 19 establiments que hi havia el 2007, 1 era d'una empresa alimentària, 2 d'empreses de fabricació d'altres productes industrials, 1 d'una empresa de construcció, 3 d'empreses de comerç i reparació d'automòbils, 1 d'una empresa de transport, 3 d'empreses d'hostatgeria i restauració, 2 d'empreses financeres, 2 d'empreses immobiliàries i 4 d'empreses de serveis.
Dels 3 establiments de servei als particulars que hi havia el 2009, 1 era un taller de reparació d'automòbils i de material agrícola, 1 empresa de construcció i 1 restaurant.
L'any 2000 a Saint-Pierre-Roche hi havia 24 explotacions agrícoles que ocupaven un total de 779 hectàrees.

## Poblacions més properes
El següent diagrama mostra les poblacions més properes.